# Tennis en fauteuil roulant aux Jeux paralympiques d'été de 2004
Navigation
Sydney 2000 Pékin 2008
La compétition de tennis en fauteuil roulant des Jeux paralympiques d'été de 2004 se déroule du 17 septembre 2004 au 26 septembre 2004 au Olympic Tennis Centre d'Athènes.

## Classification
Les joueurs ont été classés selon le type et l'étendue de leur handicap. Le système de classification a permis aux joueurs de s'affronter contre les autres avec le même niveau de fonction. Pour soutenir la concurrence dans le tennis en fauteuil roulant, les athlètes doivent avoir une perte importante ou totale de la fonction dans l'une ou les deux jambes. Les joueurs tétraplégiques concourent dans des épreuves mixtes, tandis que les joueurs paraplégiques (avec plein usage de leurs bras) ont participé à des épreuves séparées masculines et féminines.

## Résultats
| Épreuve          | Or                           | Argent                                      | Bronze                             |
| ---------------- | ---------------------------- | ------------------------------------------- | ---------------------------------- |
| Simple messieurs | Robin Ammerlaan              | David Hall                                  | Michaël Jeremiasz                  |
| Double messieurs | Shingo Kunieda Satoshi Saida | Michaël Jeremiasz Lahcen Majdi              | Anthony Bonaccurso David Hall      |
| Simple dames     | Esther Vergeer               | Sonja Peters                                | Daniela Di Toro                    |
| Double dames     | Maaike Smit Esther Vergeer   | Sakhorn Khanthasit Chanungarn Techamaneewat | Sandra Salzgeber Karin Suter-Erath |
| Simple quad      | Peter Norfolk                | David Wagner                                | Bas Van Erp                        |
| Double quad      | Nicholas Taylor David Wagner | Mark Eccleston Peter Norfolk                | Monique De Beer Bas Van Erp        |

### Tableau des médailles
| Rang  | Nation          | Or | Argent | Bronze | Total |
| ----- | --------------- | -- | ------ | ------ | ----- |
| 1     | Pays-Bas        | 3  | 1      | 2      | 6     |
| 2     | États-Unis      | 1  | 1      | 0      | 2     |
| 2     | Grande-Bretagne | 1  | 1      | 0      | 2     |
| 4     | Japon           | 1  | 0      | 0      | 1     |
| 5     | Australie       | 0  | 1      | 2      | 3     |
| 6     | France          | 0  | 1      | 1      | 2     |
| 7     | Thaïlande       | 0  | 1      | 0      | 1     |
| 8     | Suisse          | 0  | 0      | 1      | 1     |
| TOTAL | TOTAL           | 6  | 6      | 6      | 18    |